# Эгидиевы конституции

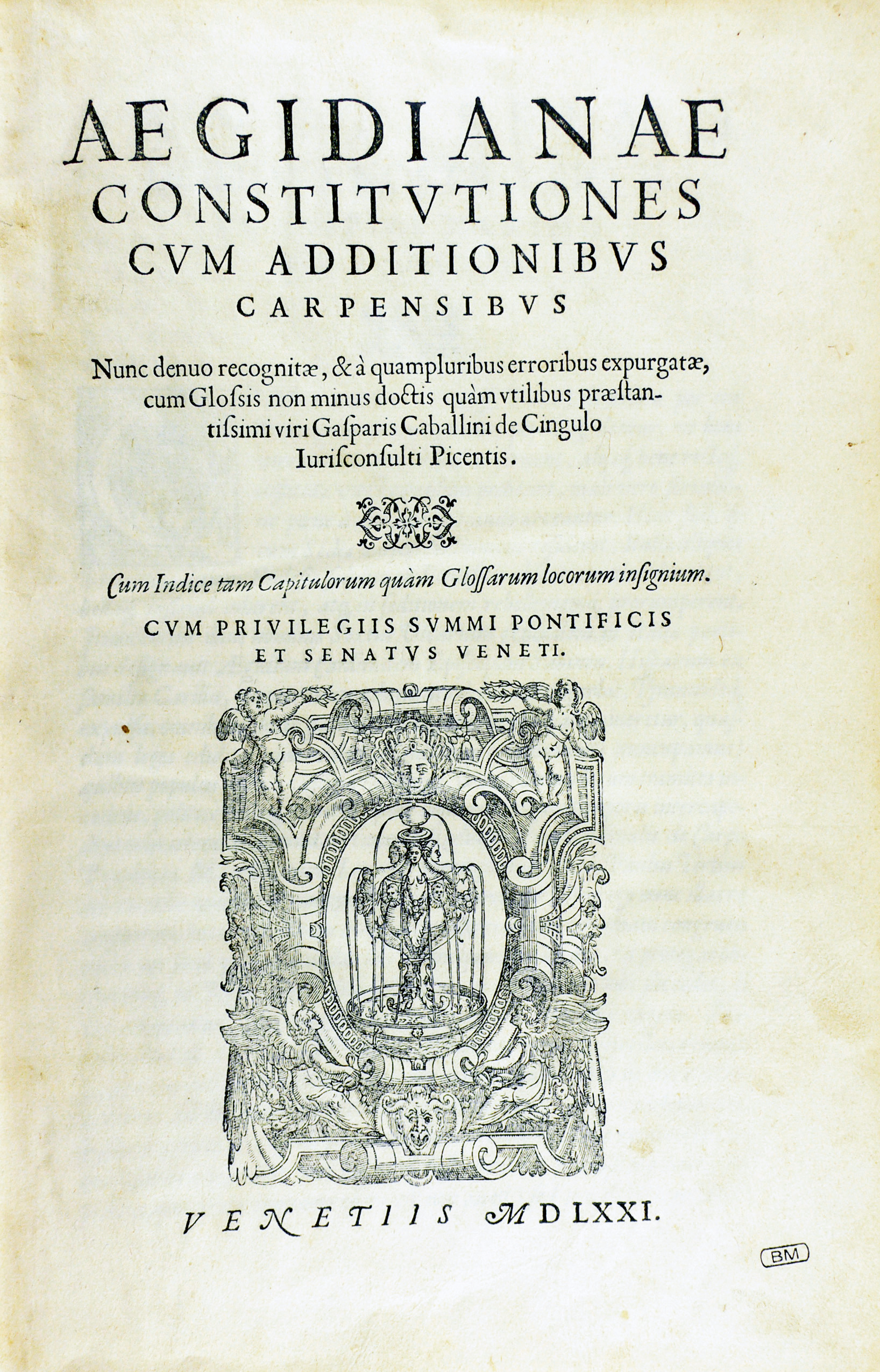
Aegidianae Constitutiones, 1571.

Эгидиевы конституции (лат. Constitutiones Aegidianae, итал. Costituzioni egidiane), официальное название: Конституции Святой Матери Церкви (Constitutiones Sanctæ Matris Ecclesiæ) — свод законов Папской области, действовавший с середины XIV до начала XIX века. Неофициальное название образовано от имени кардинала Гиля де Альборноса.
Шесть книг законов, образовавших первое общее законодательное установление для Папской области. Были изданы в Фано генеральным викарием кардиналом Г. де Альборносом 29 апреля — 2 мая 1357 на собрании всех викариев Папского государства.
За основу был взят сборник законов Liber Constitutionum Marchiæ Anconitanæ, введенный в 1336 папским легатом кардиналом Бертраном де До в Анконской марке.
Конституции подтвердили традиционное деление Папской области на пять провинций во главе с ректорами. Каждый ректор набирал совет семи судей для своей провинции. Целью совета было противодействие коррупции, поэтому каждый судья должен был принадлежать к иной провинции, чем та, в которую он был назначен. Ректор также назначал командующего войсками своей провинции, при условии, что это не будет кто-либо из его родственников.
Поскольку резиденция римского папы в то время находилась в Авиньоне, ректоры подчинялись верховному папскому легату.
Провинции:
- Патримоний Святого Петра (Patrimonii Sancti Petri), адм. центр — Монтефьясконе
- Герцогство Сполето (Ducatus Spoleti), адм. центр — Сполето
- Анконская марка (Marchiæ Anconæ) адм. центр — Фермо, позднее Мачерата,
- Провинция Романьола (Provincia Romandiolæ, территория между реками Панаро и Фолья), адм. центр — Фаэнца
- Провинция Кампания и Приморье (Campaniæ Maritimæque provincia), адм. центр — Ферентино

Эгидиевы конституции оставались верховным законом Папской области более 450 лет, с 1357 до реформы кардинала Эрколе Консальви в 1816.